# Béres János (szobrász)
Béres János (Budapest, 1954. augusztus 19. –) magyar szobrászművész.

## Pályafutása
Tanulmányait magán úton végezte. 1985-től tagja a Magyar Alkotóművészek Országos Egyesületének. Tanulmányutakon vett részt a magyar Művelődési Intézet szervezésében Firenzében, Rómában, Nápolyban, Siennában, Padovában, Pisaban, Milánóban, Veronában, Párizsban.
Zalaegerszegen lakik és Szentgyörgyvölgyön, az Őrségben van alkotóháza. Kőből és bronzból dolgozik.

## Művészete
48 köztéri alkotása közül 2 Szlovéniában, 1 pedig Ausztriában található. 
19 plakettje és érme van közforgalomban.
Csoportos kiállításokon vett részt Zala megyei művészekkel Finnországban, Szlovéniában, Horvátországban, Ausztriában. 
Magyarországon rendszeres kiállító.

## Díjai
1999 – Zalatárnok díszpolgára
2001 – Zalakaros Pro Urbe- díjasa
2002 – Vajda Lajos-díjas
2009 – Zalaegerszegért-díjas

## Főbb művei
Széchenyi István dombormű (180x120, kő), Zalaegerszeg, Széchenyi tér
Kossuth Lajos mellszobor (70 cm, bronz), Zalaegerszeg, Kossuth tér
Szent Kristóf dombormű (400x200, kő) Zalaegerszeg, Parkolóház
Ruszt József dombormű (140x60, kő-bronz) Zalaegerszeg, „Dél Hercegnője” ház
Széchenyi István szobor (180 cm, bronz) Bak, Fő tér
Szent István szobor (200 cm, bronz), Lenti, Templom tér
Szent István – Gizella szobor (350 cm, bronz-kő), Zalakaros, Szent István tér
Csány László dombormű (90x60 cm, bronz), Nagykanizsa
Kelemen Imre mellszobor (70 cm, kő), Zalatárnok, Iskola
II. világháborús emlékmű, szobor (360 cm, kő), Süttő
Gábor Miklós síremléke (220x220 cm, kő-bronz) Budapest, Farkasréti temető, művészparcella